# Gymnosporia marcanii
Gymnosporia marcanii är en benvedsväxtart som beskrevs av William Grant Craib. Gymnosporia marcanii ingår i släktet Gymnosporia och familjen Celastraceae. Inga underarter finns listade.